# Cimitero di Glasnevin

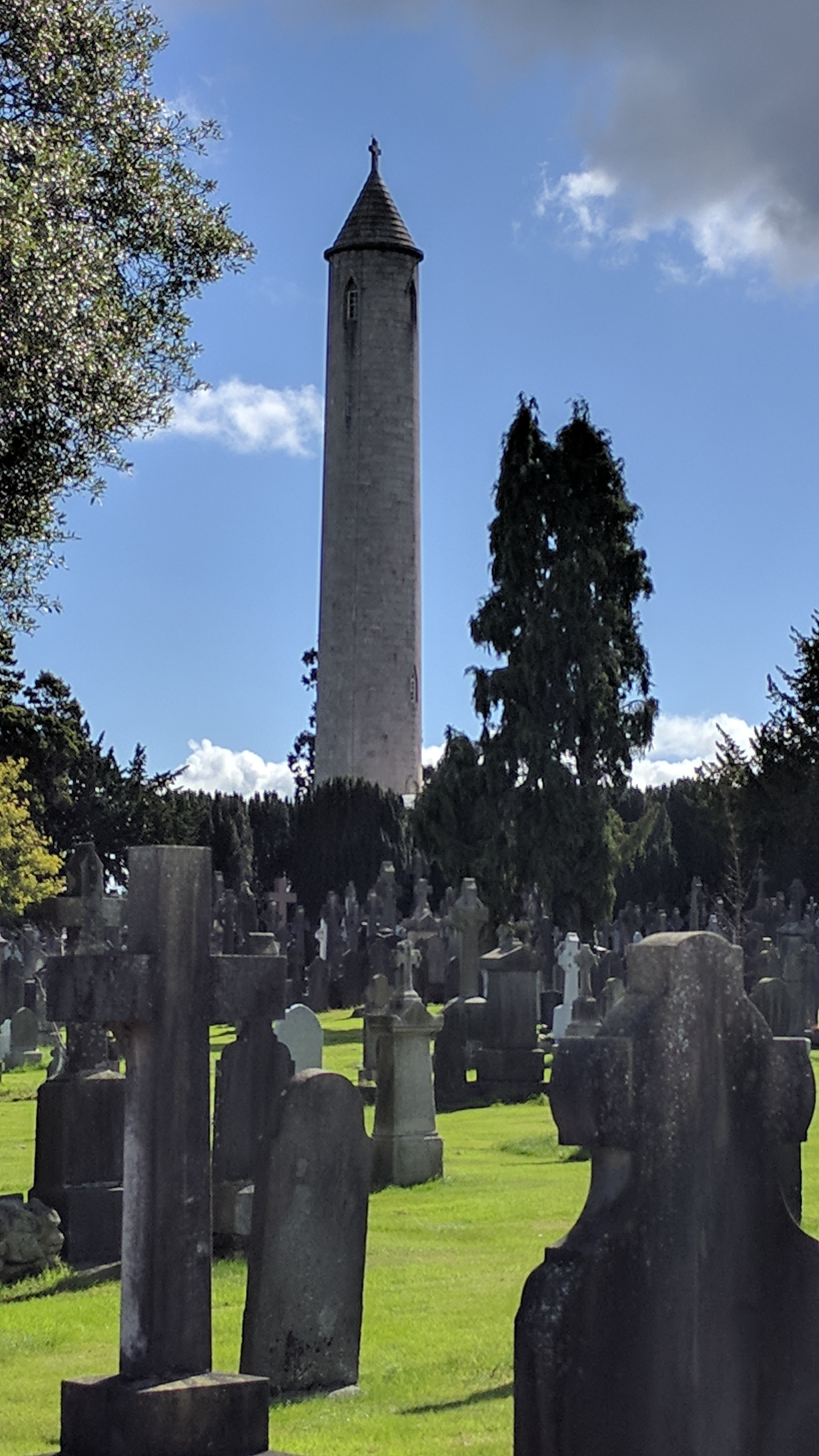
Cimitero di Glasnevin (La torre circolare si erge al centro, sopra la tomba di Daniel O'Connell)

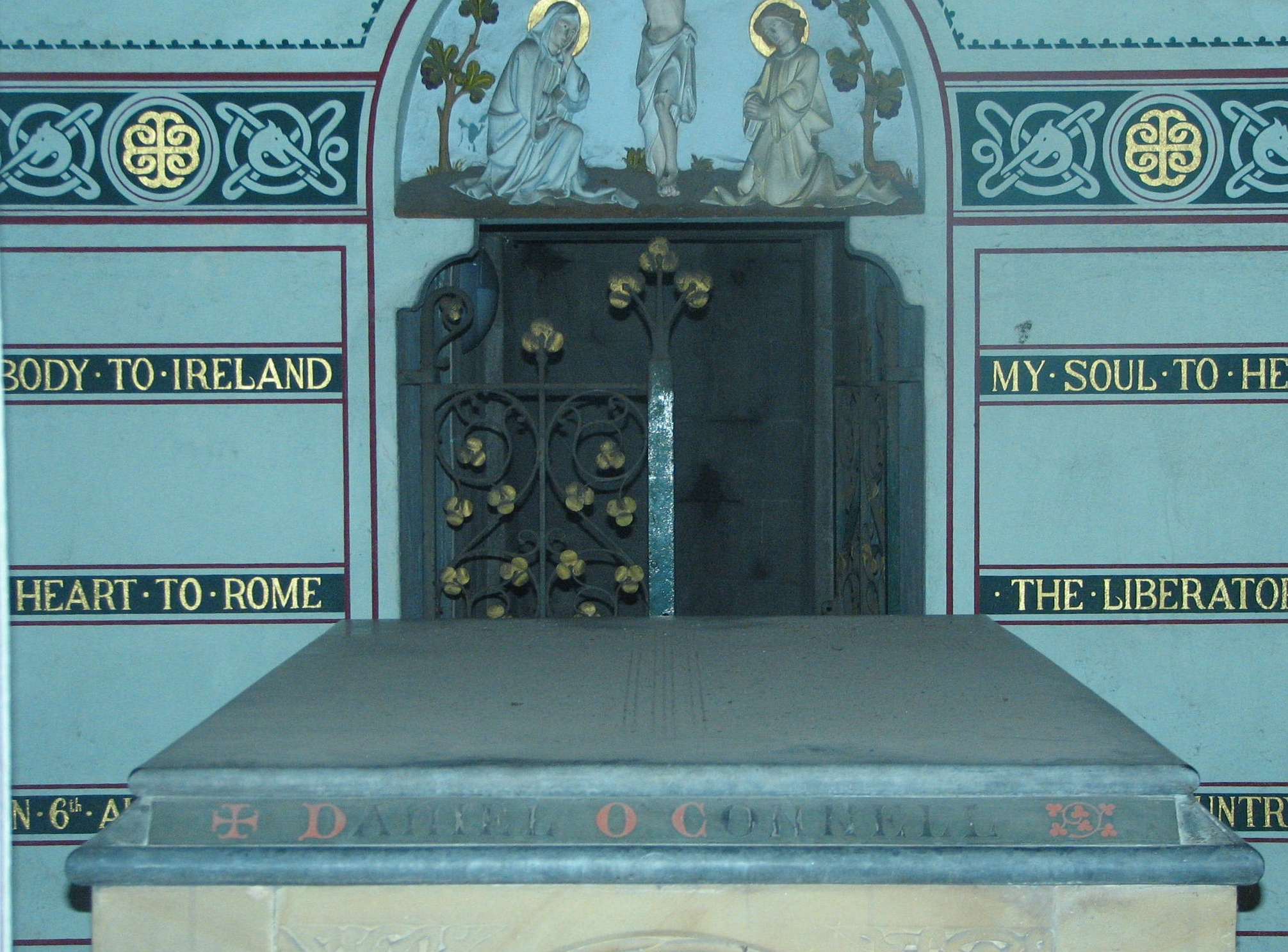
La cripta all'interno della tomba di Daniel O'Connell al di sotto della torre circolare

Il cimitero di Glasnevin (Irlandese: Reilig Ghlas Naíon), conosciuto anche col nome di cimitero Prospect, è il più importante cimitero cattolico di Dublino con circa 1,5 milioni di sepolture. È situato a Glasnevin, una località a nord di Dublino. Il cimitero, inaugurato nel 1832, ospita le sepolture di numerose personalità storiche irlandesi, quali Michael Collins, Daniel O'Connell o Constance Markiewicz, e vi è annesso un museo.

## Storia e attualità
Prima della fondazione del cimitero di Glasnevin, i cattolici irlandesi non avevano cimiteri propri in cui seppellire i loro defunti e, poiché le leggi penali irlandesi del diciottesimo secolo ponevano pesanti restrizioni ai riti pubblici cattolici, era diventata una pratica normale per i cattolici condurre delle versioni ridotte per i propri riti funebri nei cimiteri o nei campisanti protestanti. Questa situazione proseguì finché, durante un funerale tenutosi a St. Kevin's Churchyard nel 1823, si scatenarono delle proteste pubbliche quando un sagrestano protestante rimproverò un prete cattolico per aver prolungato il rito ridotto di una messa funebre. Le proteste hanno spinto Daniel O'Connell, difensore dei diritti cattolici, a lanciare una campagna e preparare un'arringa per dimostrare che in realtà non esisteva alcuna legge che proibisse di pregare in un cimitero per un defunto cattolico. O'Connell fece pressione per l'apertura di un cimitero in cui sia i cattolici che i protestanti irlandesi potessero dare una dignitosa sepoltura ai propri cari.
Il Cimitero di Glasnevin fu consacrato e aperto al pubblico per la prima volta il 21 febbraio 1832. Il giorno seguente fu indetta la prima sepoltura, quella dell'undicenne Michael Carey di Francis Street a Dublino, in una sezione del cimitero conosciuta come piazza Curran. Il cimitero era inizialmente noto come Prospect Cemetery, un nome scelto dalla cittadina di Prospect, che circondava le terre del cimitero. Originariamente copriva nove acri di terreno, oggi l'area del cimitero è di circa 124 acri. La sua espansione sul lato meridionale della Finglas Road coincide con la sezione chiamata St. Paul's. La possibilità di cremazione è stata implementata dal marzo 1982.
Il Cimitero di Glasnevin rimane sotto la cura del Comitato dei Cimiteri di Dublino. Lo sviluppo del cimitero è in corso d'opera con importanti lavori di ampliamento e ristrutturazione tuttora in atto.
La messa cattolica viene celebrata dai membri del clero parrocchiale ogni domenica alle 9.45. La benedizione annuale delle tombe si svolge ogni estate così come fu stabilito dalla fondazione del cimitero nel 1832.

## Posizione
Il cimitero è collocato a Glasnevin, Dublino, ed è separato in due aree. La zona principale, con le sue alte mura e le torri di guardia, è situata su un lato della strada che va da Finglas al centro città, mentre l'altra zona, "St. Paul's", si trova sull'altro lato della strada, oltre uno spazio verde, posto tra due linee ferroviarie.
Recentemente è stato riaperto un accesso al Giardino Botanico Nazionale adiacente al cimitero.

## Peculiarità

### Tombe e memoriali
Ulteriori informazioni: Sepolture del Cimitero di Glasnevin
Il cimitero contiene monumenti storicamente notevoli e le tombe di molte delle figure nazionali più importanti dell'Irlanda. Questi includono le tombe di Daniel O'Connell, Charles Stewart Parnell, Michael Collins, Éamon de Valera, Arthur Griffith, Maude Gonne, Kevin Barry, Roger Casement, Constance Markievicz, Pádraig Ó Domhnaill, Seán MacBride, Jeremiah O'Donovan Rossa, James Larkin, Brendan Behan, Christy Brown e Luke Kelly dei Dubliners.
La tomba di Michael Collins, il leader nazionalista ucciso nella guerra civile irlandese nel 1922, è uno dei siti più visitati di Glasnevin. Intorno a lui furono seppelliti almeno 183 soldati dell'Irish Free State. Nel 1967 i loro nomi furono registrati sul memoriale intorno alla tomba di Collin.
Nel 1993 presso una lavanderia della Maddalena (istituzioni che ospitavano "donne dissolute") fu scoperta una tomba dopo che il convento che gestiva la lavanderia vendette il suo suolo. Le suore del convento si accordarono per far cremare i resti e seppellirli in una fossa comune nel cimitero di Glasnevin, dividendo il costo della rinascita con l'acquirente del suolo.

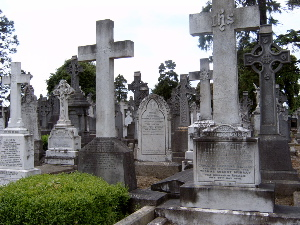
Il caratteristico cimitero di Glasnevin a metà del XIX secolo con lapidi a croce celtica.

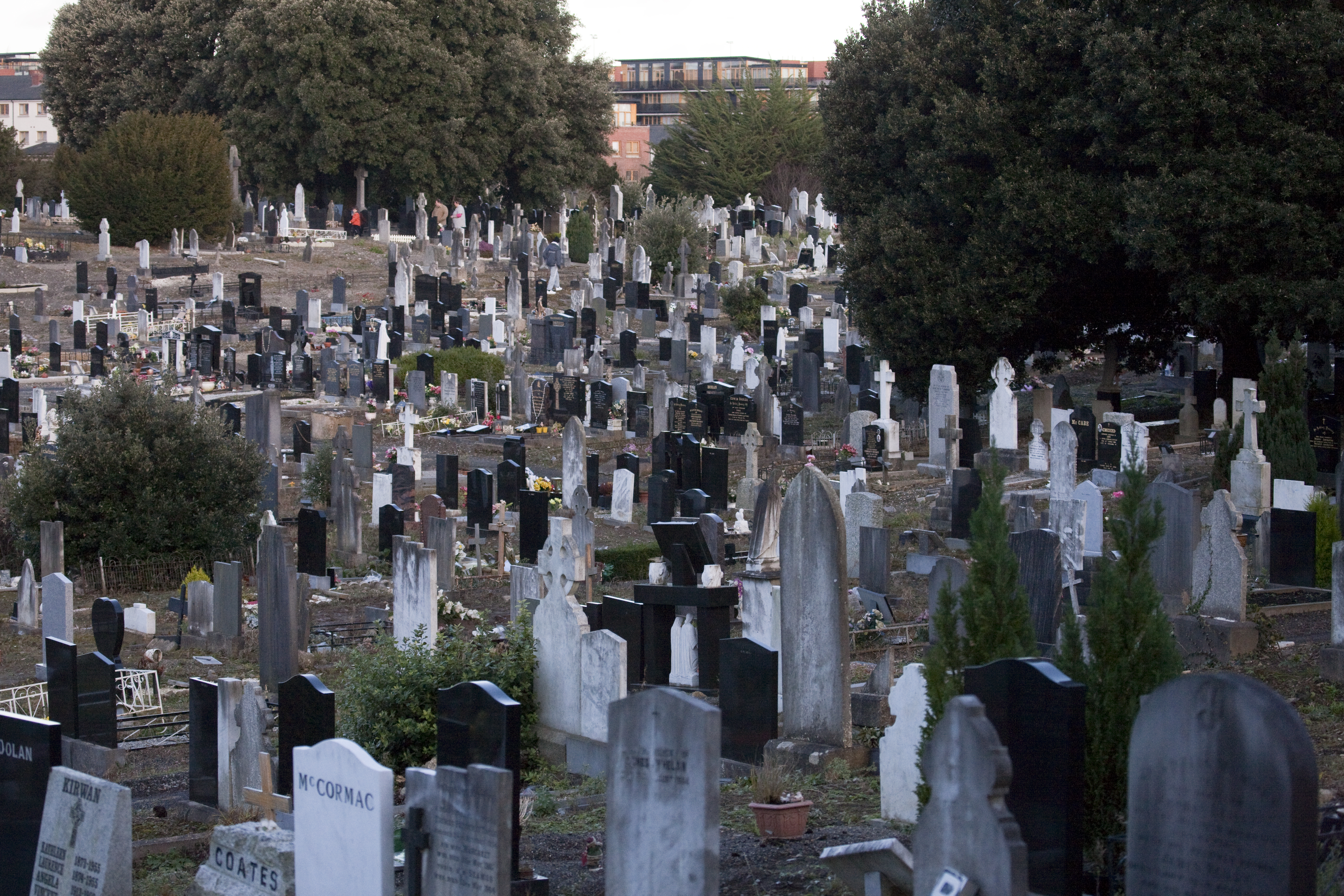
Lapidi del XX secolo.

Il cimitero offre anche una visione dello stile mutevole dei monumenti funebri in Irlanda negli ultimi 200 anni: dalle austere, semplici, alte erezioni in pietra del periodo fino agli anni 1860, alle elaborate croci celtiche del risveglio nazionalistico dagli anni 1860 agli anni '60, al semplice marmo italiano della fine del XX secolo. 
L'alto muro con le torri di avvistamento che circondano la parte principale del cimitero fu costruito per scoraggiare i furti di cadaveri diffusi a Dublino tra il XVIII e l'inizio del XIX secolo. I guardiani avevano anche un branco di cani da caccia che vagavano nel cimitero di notte.
Nel 2009 Glasnevin Trust in collaborazione con la Commonwealth War Graves Commission (CWGC) iniziò a identificare le tombe del personale di servizio irlandese che morì mentre prestava servizio nelle forze del Commonwealth durante le due guerre mondiali. Questi nomi sono incisi su due monumenti commemorativi dedicati e trasferiti nel 2011 vicino all'ingresso principale. Una croce di sacrificio fu eretta nel cimitero, durante una cerimonia commemorativa irlandese-britannica congiunta, in occasione del centenario della prima guerra mondiale. A luglio 2019 vi sono sepolte 215 vittime appartenenti al personale di servizio del Commonwealth di entrambe le guerre.

### Fossa degli angeli
Glasnevin è uno dei pochi cimiteri che ha permesso di seppellire i bambini nati morti in un terreno consacrato e contiene un'area chiamata la Fossa degli Angeli.

### Crematorio
Nel 1982, fu costruito un forno crematorio sui terreni del cimitero da Glasnevin Trust. Da allora, hanno usufruito del servizio famiglie di diverse confessioni religiose che desiderassero la cremazione del defunto. Il cantante dei Boyzone Stephen Gately è stato cremato al Crematorio di Glasnevin nell'ottobre 2009.

### Museo e visite guidate
Una caratteristica insolita del cimitero è il Museo Glasnevin Trust, progettato dalla società di architetti A&D Wejchert e aperto nel 2010. Al suo interno vi è anche una caffetteria.
Il cimitero organizza anche visite guidate, ospita gruppi educativi e prevede un supporto per genealogisti e chiunque è intenzionato a studiare il proprio albero genealogico.

## Nella cultura di massa
Il cimitero di Glasnevin fa da cornice all'episodio di "Ade" nell'Ulisse di James Joyce, ed è citato da Idris Davies nella sua poesia Eire.
Shane MacThomais, lo storico del cimitero, è stato autore e collaboratore di numerose opere pubblicate sul cimitero, prima della sua morte nel marzo 2014.
Il documentario One Million Dubliners è stato pubblicato nel 2014, contenente narrazioni sulla storia e il funzionamento del cimitero.